# 版暦
版暦（はんれき）とは、摺暦（すりごよみ）とも呼ばれ、書写による暦に対して印刷によって作成された暦を指す。
鎌倉時代中期までは暦は書写によって作成されていたが、社会的需要の高まりに伴って印刷した暦が登場したと考えられている。版暦の多くが木彫りの整版（木版印刷）を用いたが、後世には活版印刷のものも出現した。形式は当初は書写された暦と同じく巻暦（巻子体）であったが、後には折暦、綴暦（冊子体）なども出現する。
日本最初の版暦については定かではないが、江戸時代の大田南畝が延慶元年（1310年）の平仮名暦（平仮名の仮名暦）を見たと記録しており、現存最古のものもその7年後の正和6年（1317年）具注暦（断簡、金沢文庫所蔵）であることから、14世紀初め前後の鎌倉時代後期に出現したと見られている。更に現存最古の平仮名暦が元弘2年（1331年）東洋文庫所蔵（法隆寺旧蔵）、同じく片仮名暦（片仮名の仮名暦）が至徳4年（1387年）醍醐寺所蔵のものであることから、南北朝時代にかけての数十年間に急激に普及していったと考えられている。この動きに大きく関わったのは三嶋大社とつながりが深い三島暦であったとされ、「三島暦」は仮名暦及び版暦の代名詞ともなった。室町時代以後に奈良や京都に幸徳井家を本所とする摺暦座が成立し、各地に地方暦が成立した背景には、版暦によって暦の大量生産が可能になったことが関係があるとされている。